# Sela (empresa)
Sela Company (en árabe: صلة‎), también conocida como Sela Experiences o simplemente Sela, es una multinacional saudí fundada en el año 1997 por el Fondo de Inversión soberano de Arabia Saudí y cuya sede central se encuentra en la ciudad de Yeda. La empresa se encarga de la organización de eventos deportivos, culturales, hostelería y ocio a nivel nacional.

## Historia

### Relación con el Fútbol
Sela comenzó su actividad en el año 1997 como una agencia de representación de futbolistas procedentes de Arabia Saudita, dicha agencia fue reconocida por la FIFA y operó hasta el año 2005 cuando pasó a convertirse en una empresa de marketing deportivo. Su primera alianza fue con la Selección de fútbol de Arabia Saudita donde consiguió llegar a un acuerdo con la empresa Mobily para ser su patrocinador en la Copa Mundial de Fútbol de 2006 de Alemania.
A comienzos del año 2008, la empresa llegó a un acuerdo con la Liga Profesional Saudí para ser el patrocinador oficial de la mayoría de sus clubes de fútbol, además se convirtió en el brazo comercial y operativo de la liga un año más tarde.
A mediados del año 2010, Sela compra la mayoría de las acciones del histórico equipo New York Cosmos, siendo su primer acuerdo de carácter internacional, aunque meses más tarde se vieron obligados a venderlas.
Durante los años posteriores, Sela continuaba con su expansión por Arabia Saudita con los acuerdos alcanzados con clubes como el Al-Hilal de Riad o el Al-Ittihad, también de la ciudad de Yeda, así como sus primeros acuerdos con Egipto para organizar el Campeonato de Clubes Árabes de 2016 y el Al-Ahly de El Cairo.
El primer acuerdo comercial en Europa llegaría de la mano de la Primera División de España donde Sela pasó a ser la agencia comercial de la Liga desde el comienzo de la temporada 2017-18. Dicho acuerdo cubre las áreas del norte de África y Oriente Medio, territorios clave de la Liga para continuar con su búsqueda de aficionados. El objetivo conseguir explorar vías de explotación de derechos televisivos que beneficien a la propia competición.
En junio de 2023, se hace oficial el acuerdo entre la empresa y el Newcastle United de la Premier League para ser el nuevo sponsor oficial. El trato se cerró con un contrato de larga duración donde la multinacional saudí pagará un total de 30 millones de euros por temporada, siendo así el acuerdo más caro de ambas entidades.

### Más allá del deporte
A pesar de que Sela se ha caracterizado por ser una empresa vinculada al fútbol desde su fundación, lo cierto es que desde 2018, ha llevado a cabo eventos de carácter cultural, como conciertos o festivales de música, eventos de hostelería, ocio y entretenimiento por todo el territorio nacional. 
Desde que se decretó el fin de la pandemia por covid-19, Sela se ofreció para ser la encargada de organizar paquetes turísticos a todos los ciudadanos que visiten cualquier ciudad de Arabia Saudí en alianza con las grandes aerolíneas del país árabe. 

## Patrocinios
- Primera División de España
- Newcastle United